# Lydomorphus dusaulti
Lydomorphus dusaulti là một loài bọ cánh cứng trong họ Meloidae. Loài này được Dufour miêu tả khoa học năm 1821.